# Réserve naturelle nationale de l'étang de la Horre
La réserve naturelle nationale de l'étang de la Horre (RNN149) est une réserve naturelle nationale de la région Grand Est. Créée en 2000, elle s'étend sur 415 ha et protège un étang de Champagne humide et ses abords.

## Localisation

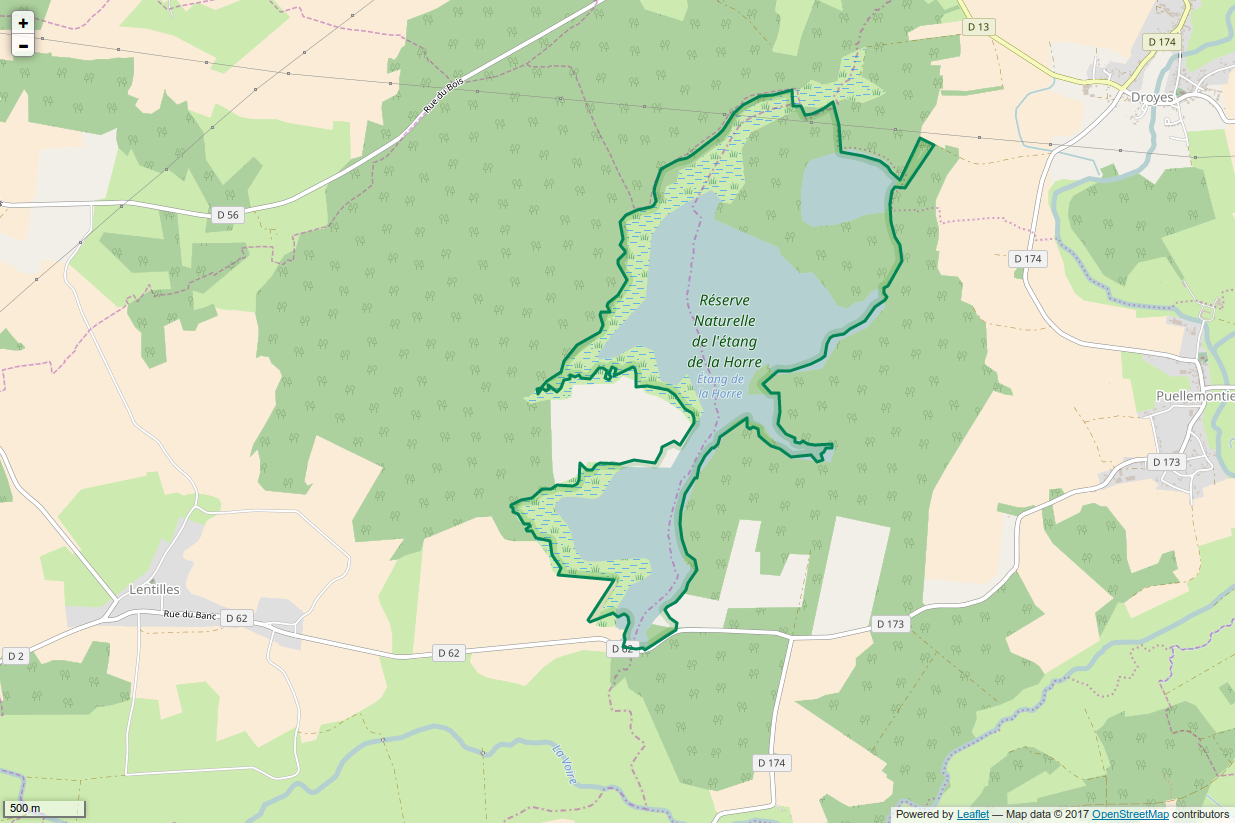
Périmètre de la réserve naturelle.

Le territoire de la réserve naturelle se trouve à cheval sur les départements de l’Aube et de Haute-Marne (en région Grand Est, au nord-est de la France). Situé sur les communes de Droyes, Lentilles et Puellemontier pour une surface de 415,376 ha, il est entouré d'un périmètre de protection de 1 025 ha qui touche également la commune de Bailly-le-Franc.

## Histoire du site et de la réserve
L’intérêt ornithologique du site a été reconnu dès le début du XXe siècle. Afin de préserver cet intérêt, et face aux menaces généralisées à l’ensemble des milieux humides, un projet de création de réserve naturelle a vu le jour dans les années 1990. Il s’est concrétisé au terme de dix années de concertation avec les acteurs locaux. Cet espace protégé comprend l’étang de la Horre lui-même, l’étang Neuf et le massif boisé les séparant, le bois du Jac.

## Écologie (biodiversité, intérêt écopaysager…)
L’étang de la Horre se situe au cœur de la Champagne humide qui constitue l’un des principaux axes migratoires français pour les oiseaux, reliant l’Europe du nord aux contrées méridionales. Cette région constitue ainsi un site préférentiel pour le stationnement migratoire et l’hivernage de nombreuses espèces. Dans ce contexte, l’étang de la Horre, plus vaste étang piscicole vidangeable de Champagne humide (environ 160 ha), constitue un site privilégié.
Les conditions climatiques locales, alliées à la topographie et à des natures de sols variables sur le site, permettent l’existence de milieux diversifiés sur la réserve. Quatre grandes unités écologiques principales sont distribuées de la périphérie de la réserve vers son centre selon une affinité croissante pour l’eau :
- des boisements de type chênaie-charmaie en périphérie
- des boisements plus humides de type aulnaie/frênaie ou saulaie dans les fonds de vallons et au contact de l’étang
- une végétation de type roselière (phragmitaies, cariçaies, glycériaies, typhaies) ceinturant l’étang
- une végétation de pleine eau, libre ou fixée, immergée ou non[2].

La tendance, faute de présence de grands mammifères herbivores sauvages est à l’embroussaillement des zones ouvertes.

### Flore
Cette diversité de milieux permet la coexistence d’un grand nombre d’espèces végétales. Plus de 250 espèces ont déjà été inventoriées sur le site, dont certaines sont protégées comme la Vigne sauvage, la Grande Douve et l’Epipactis pourpre. 

### Faune
De nombreuses espèces animales sont également associées à ces milieux et trouvent sur la réserve le gîte et/ou le couvert, tels que les chauves-souris (Pipistrelle de Nathusius, Noctule de Leisler…), les libellules (Agrion de mercure, Cordulie à deux tâches…), les papillons (Azuré du trèfle, petit et grand Mars changeants…) ou encore les amphibiens (Tritons crêté, ponctué et alpestre…).
Le site accueille dès la fin d’été, en migration post nuptiale, des effectifs importants d’oiseaux. Les Fuligules milouins se regroupent pour muer, jusqu’à 1000 individus ont été observés simultanément. Avec l’automne et l’hiver, d’autres anatidés arrivent sur l’étang. La pêche annuelle de novembre s’accompagne d’une occupation massive d’oiseaux avec notamment les Sarcelles d’hiver (jusqu’à 1 500 individus) et les Vanneaux huppés qui s’alimentent dans les basses eaux ou sur les vases exondées. Le site est également reconnu pour ses regroupements de Cygnes de Bewick (jusqu’à une centaine), tandis que la présence des Grues cendrées et Oies cendrées est favorisée par la proximité des grands lacs réservoirs. D’autres espèces, plus ponctuelles et en plus faible effectif, comme le Harle piette, le Harle bièvre ou le très emblématique Pygargue à queue blanche, rajoutent à l’attrait du site.
En saison estivale, l’intérêt du site tient en grande partie à ses ceintures de roselières. Elles accueillent plusieurs espèces de passereaux et ardéidés paludicoles, parmi lesquelles la Rousserolle turdoïde, la Gorgebleue à miroir ou le Blongios nain. Les anatidés y trouvent également la quiétude nécessaire pour se reproduire. Le Balbuzard pêcheur fréquente le site sans toutefois s’y reproduire. Enfin, les bois environnants abritent le Milan noir et plusieurs espèces de pics (Pic noir, Pic mar, Pic épeiche…).

## Intérêt touristique et pédagogique
Il est lié aux habitats naturels et aux paysages (fortes déclivités) et à la biodiversité qu’ils abritent. 

## Administration, plan de gestion, règlement
La gestion est assurée par le Conservatoire d'Espaces Naturels de Champagne-Ardenne qui définit et met en œuvre les actions et suivis nécessaires à la préservation du site, à travers un document Ecadre, le plan de gestion, révisé tous les 5 ans. Afin de garantir la préservation des espèces et des milieux, il existe une réglementation propre au site.

### Outils et statut juridique
La réserve a été classée par un décret du 9 mai 2000.
Le site est également intégré dans le réseau écologique Natura 2000, témoignant de l’importante richesse écologique de ce territoire.